# Петар Додик
Петар Додик (Хусимовци, код Санског Моста, 9. јул 1925 — Сарајево, 15. септембар 2015) био је учесник Народноослободилачке борбе и друштвено-политички радник Социјалистичке Републике Босне и Херцеговине.  

## Биографија
Рођен је 9. јула 1925. у селу Хусимовци код Санског Моста. Пре Другог светског рата завршио је основну школу и нижу гимназију. Након окупације Југославије, 1941. као дечак ступио је у Народноослободилачки покрет (НОП) и касније се борио у Народноослободилачкој војсци (НОВЈ). Члан Комунистичке партије Југославије (КПЈ) је од 1943. године.
После ослобођења, завршио је Вишу партијску школу „Ђуро Ђаковић“ и Правни факултет у Београду. Потом је обављао разне друштвено-политичке дужности — био је секретар Среског комитета КПЈ за Сански Мост и Среског комитета КПЈ за Србац, као и председник Народног одбора среза Приједор и председник Среске скупштине у Бањој Луци. Биран је за посланика Народне скупштине Босне и Херцеговине и Савезне скупштине у више мандата.
За члана Централног комитета Савеза комуниста Босне и Херцеговине (ЦК СК БиХ) биран је Четвртом (1965), Петом (1969) и Седмом конгресу СК БиХ (1978). На Деветом пленуму ЦК СК БиХ новембра 1966. изабран је за члана Извршног комитета ЦК СК БиХ, а након Петког конгреса 1969. био је члан Секретаријата ЦК СК БиХ.
Од фебруара 1974. до 1977. налазио се на дужности амбасадора СФРЈ у СР Румунији, а од 1978. до 1982. био је председник Пословног одбора Рударско-металуршког комбината Зеница. Априла 1982. изабран је за члана Председништва СР Босне и Херцеговине. За члана Председништва поново је биран априла 1986, али је јула 1988. поднео оставку када је отишао у пензију.
Године 2003. објавио је књигу Успон и пад Агрокомерца, а 2008. аутобиографску књигу Мој животни пут — сјећања на Други свјетски рат, послијератну изградњу, дипломатску мисију у Румунији, рад у РМК Зеница и Предсједништву Босне и Херцеговине.
Умро је 15. септембра 2015. у Сарајеву, где је и сахрањен на гробу Баре.
Носилац је Партизанске споменице 1941. и других југословенских одликовања, међу којима су — Орден заслуга за народ другог реда, Орден братства и јединства другог реда, Орден за храброст и др. Добитник је Награде ЗАВНОБиХ-а 1982. године.